# Parc naturel régional Valle del Treja

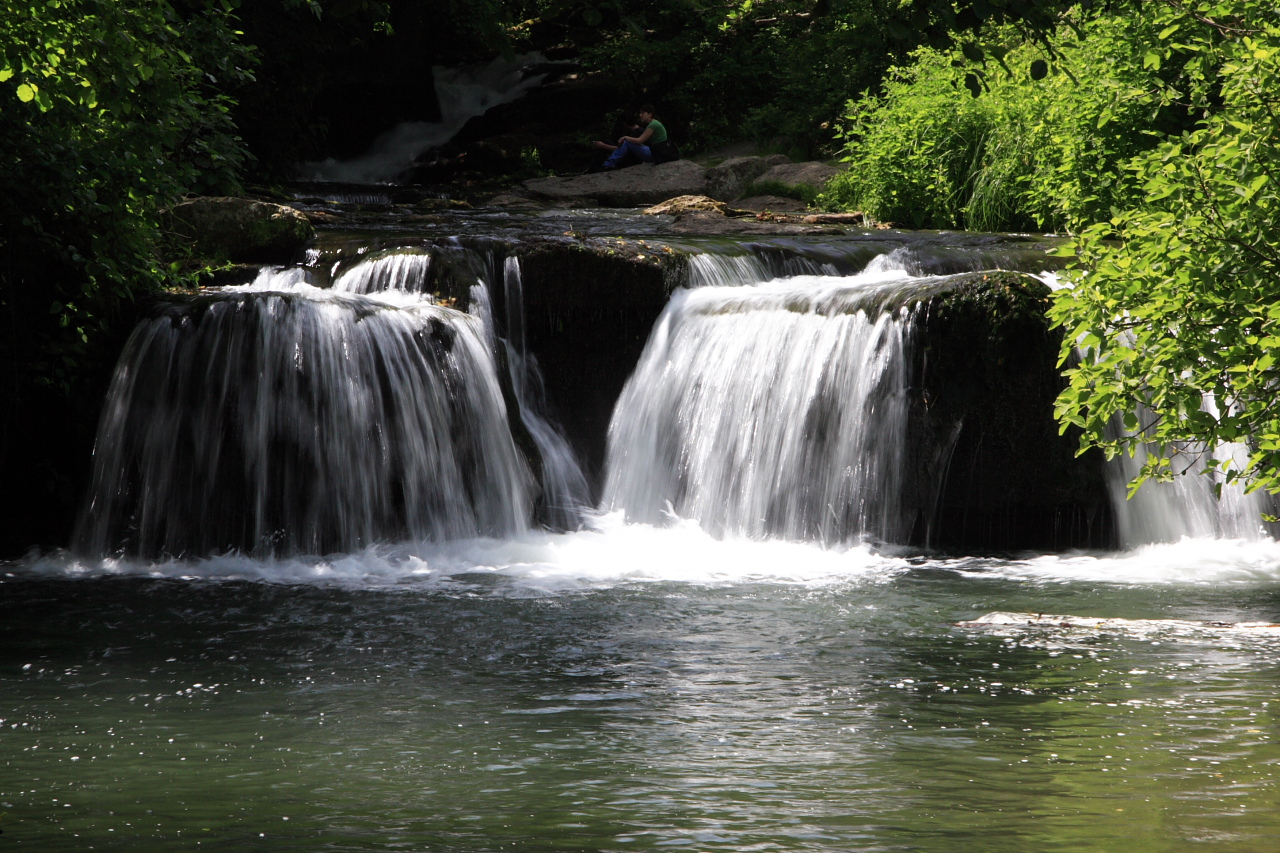
Cascade monte Gelato du fleuve Treja

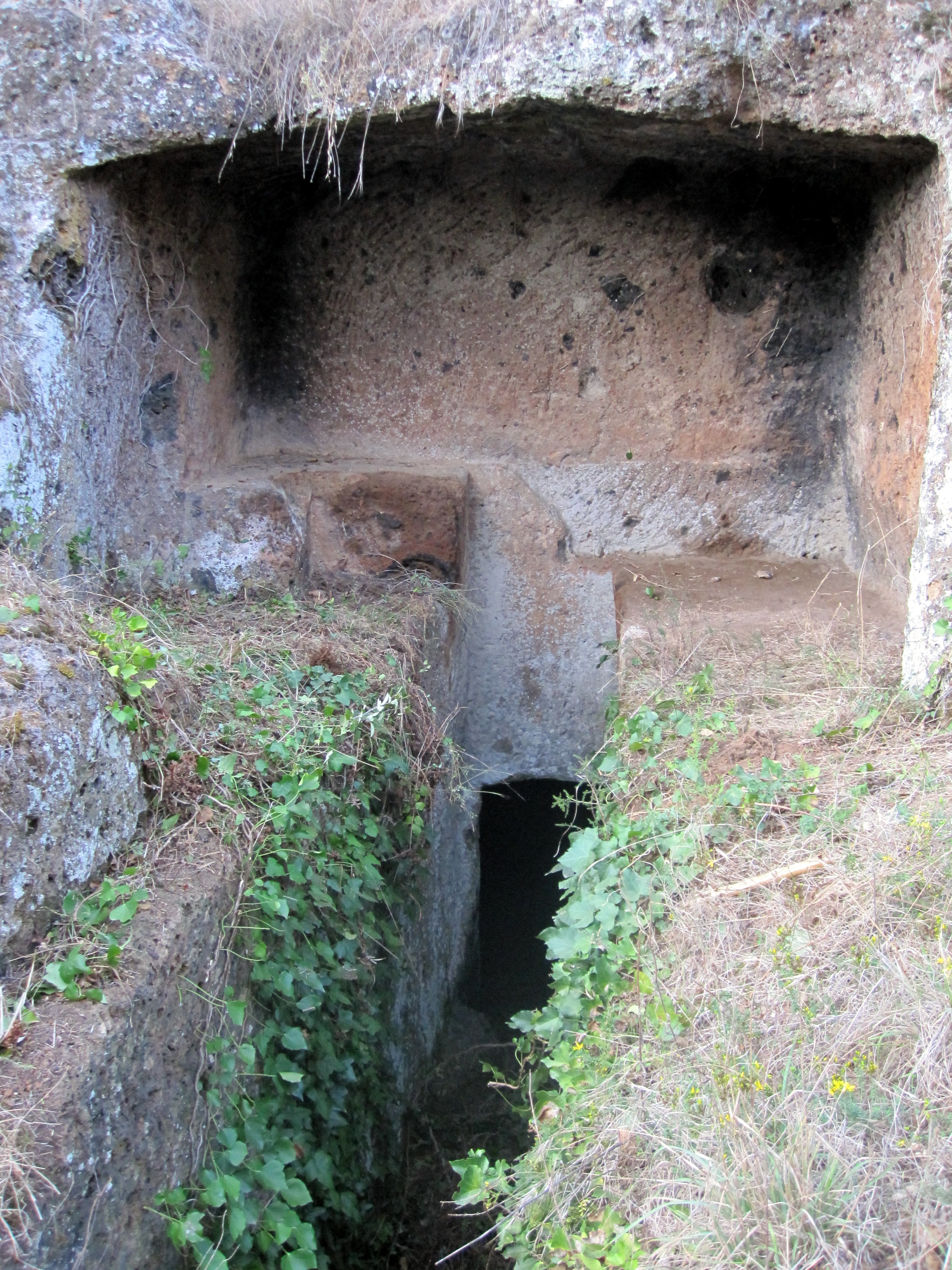
Tombe falisque Profiri

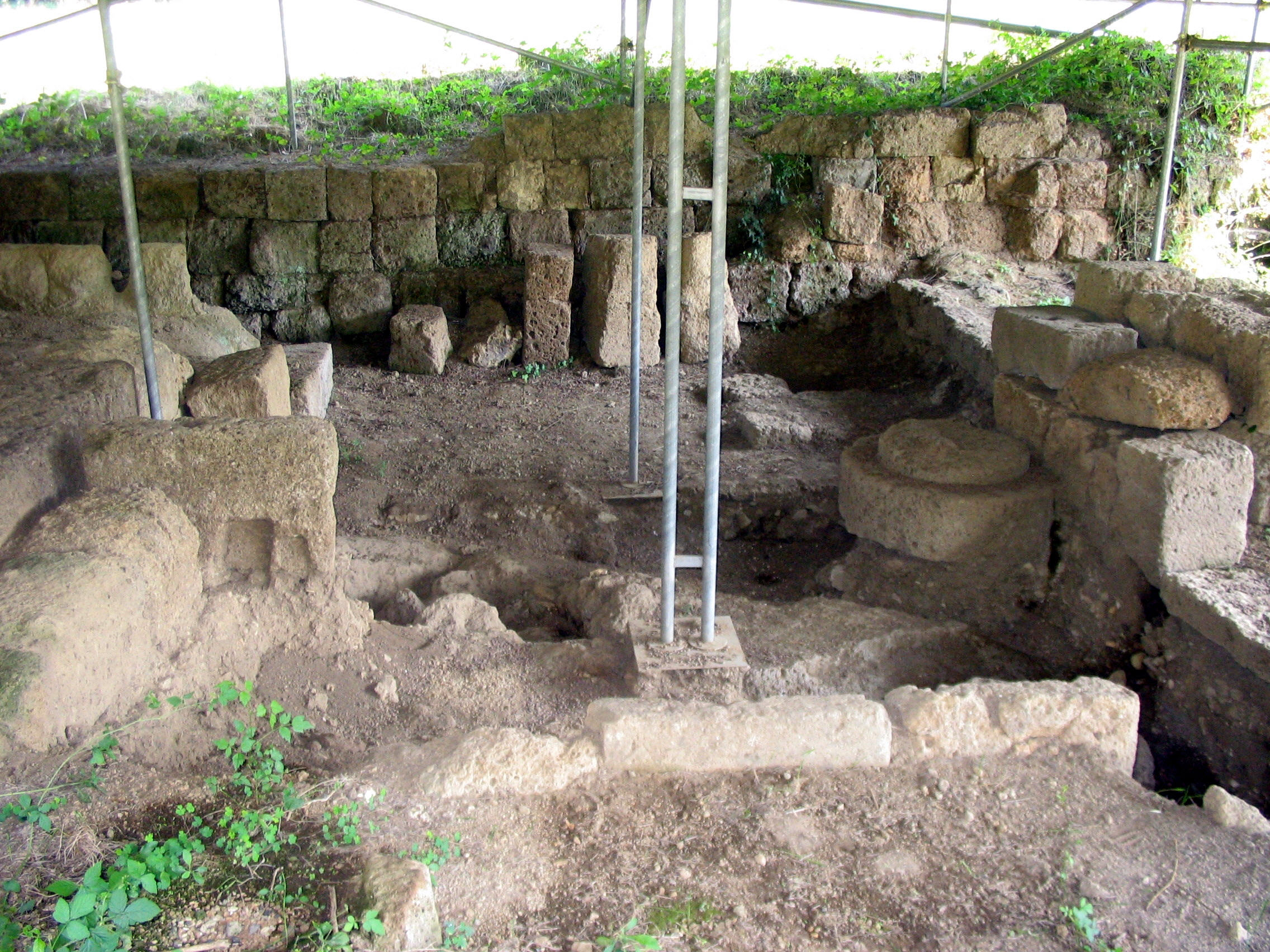
Restes archéologiques de Narce

Le parc naturel régional Valle del Treja (Italien : Parco Naturale Regionale Valle del Treja) est une zone protégée qui se situe dans les provinces de Viterbe et Rome (Latium).

## Historique
Le parc a été instauré à la suite de la loi régionale n° 43 du 22 septembre 1982 avec comme objectif la protection et la mise en valeur de la vallée du fleuve Treja et les communes limitrophes qui possèdent de forts atouts : richesse naturelle, historique et artistique.

## Géographie
Le parc du Valle del Treja est situé à environ 40 km au nord de Rome.
Les eaux du fleuve Treja, traversant la vallée qui a pris son nom et qui est caractérisée par des hauts plateaux, est constitué de vallées et d’éperons de roches volcaniques de tuf rouge. Le cours d'eau a, par effet d'érosion, creusé une vallée sinueuse parsemée de cascades comme celles du Monte Gelato. Une partie de la rivière Treja constitue géologiquement l'ancien lit du Tibre (Paleotevere) dans la vallée du Tibre.

### Communes faisant partie du parc
La gestion du parc est assurée par le Consorzio Parco suburbano Valle del Treja :
- Calcata,
- Mazzano Romano

## Faune et flore

### Faune
- Oiseaux : poule d’eau, bécassine, pigeon ramier, faucon crécerelle et buse.
- Mammifères : chat sauvage, porc-épic, lérot, loir, hérisson, blaireau, belette, renard.
- écrevisse, crabe d’eau douce (Potamon fluviatile).

### Flore
Sommet de falaises et versants Sud :
- Chêne vert, micocoulier, fraisier sauvage.

Fond des vallées et versants Nord :
- Charme, érable, noisetier.

Berges du Treja :
- Végétation riveraine des cours d'eau.

### Sites archéologiques
Au sommet des plateaux et au fond des ravins se trouvent des nécropoles Falisques et Étrusques ainsi que des vestiges d'époque romaine et médiévale.
Près de la colline de Pizzopiede, les Falisques ont fondé la ville de Narce (restes archéologiques) et des vestiges d'époque romaine et médiévale à Mola di Monte Gelato dont les fouilles faites entre 1986 et 1990 accréditent l'idée que le site a été utilisé depuis le début de la période de l’Empire jusqu’au Moyen Âge.

## Tourisme
- Chemins de randonnée.

## Sources
- (it) Cet article est partiellement ou en totalité issu de l’article de Wikipédia en italien intitulé « Parco suburbano Valle del Treja » (voir la liste des auteurs).